# Consulat général d'Italie à Marseille
Le consulat général d'Italie à Marseille est une représentation consulaire de la République italienne en France. Il est situé rue d'Alger, à Marseille, en Provence-Alpes-Côte d'Azur.